# Армения (исторический регион)

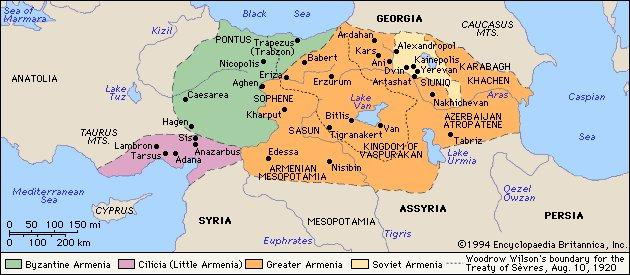
Историческая Армения, согласно Энциклопедии Британника. Оранжевым цветом выделена территория Великой Армении (без учёта внешних завоеваний), зелёным — Византийской Армении, или Малой Армении, фиолетовым — Киликийской Армении, жёлтым — Республики Армения

Армения, или Историческая Армения (арм. Պատմական Հայաստան [pɑtmɑkɑ́n hɑjɑstɑ́n]), или Айастан/Һайастан (арм. Հայաստանо файле [hɑjɑstɑ́n]), иногда Айк/Һайк (арм. Հայք) — историко-географический регион на севере Передней Азии. Занимает территории в пределах Малой Азии, Армянского нагорья, включая часть Закавказья. Армения является ареалом исторического формирования и проживания армянского народа. Политический, культурный, духовный и экономический центр исторической Армении — Араратская долина.
Современная Республика Армения занимает примерно десятую часть территории исторической Армении. Согласно разным оценкам, историческая Армения занимала территорию oт 290 000/300 000 до 360 000 км² (без учёта внешних завоеваний).
В силу исторических обстоятельств регион делится на Западную (Римскую (Византийскую), Турецкую) и Восточную (Персидскую, Kавказскую, Русскую) части. На протяжении своей истории регион входил в состав большого количества государств и в полном объёме под контролем одного правителя находился лишь кратковременно.
По большей части границы всей (то есть и Западной, и Восточной) историко-географической Армении совпадают с совокупными границами и площадью трёх исторических государств: Великой Армении, Малой Армении и Киликийского армянского государства.
Также районы верховья Ефрата и окрестности Ванского озера в Древней Армении являлись областью раннего распространения курдов, где они жили на территории Армянского царства.

## География

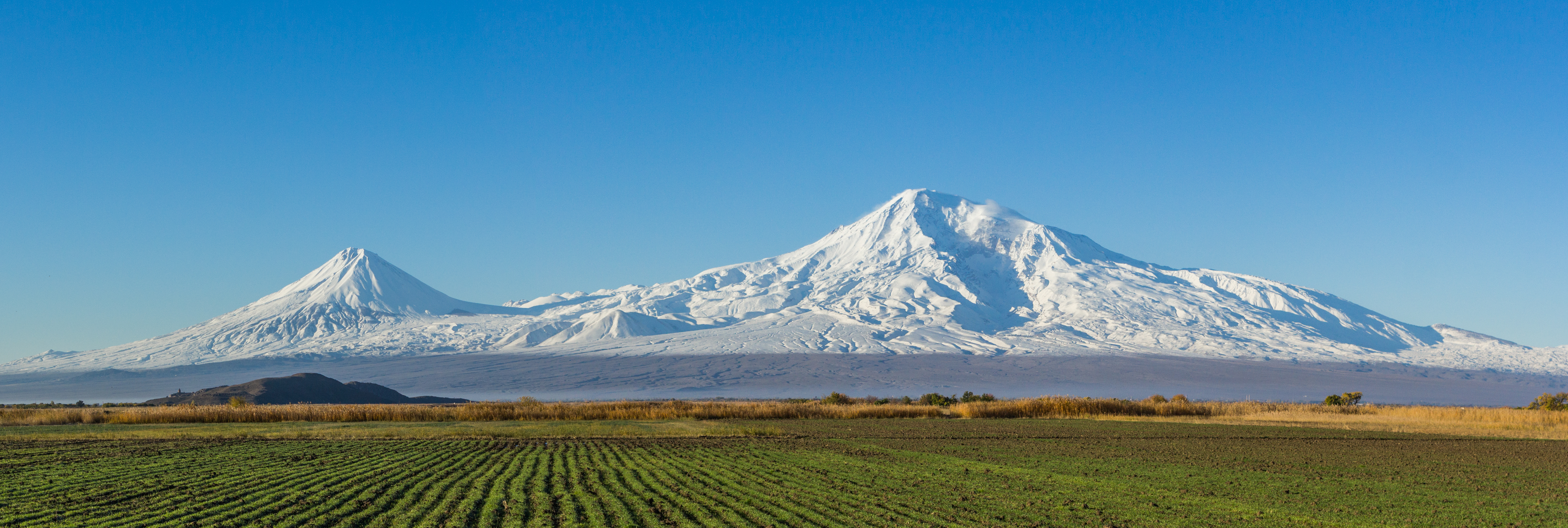
Араратская равнина — центр армянской государственности и культуры. Вид на гору Арарат. Слева виден монастырь Хор Вирап

В древние времена название «Армения» обозначало все нагорье, которое, несмотря на все политические и исторические перемены на протяжении истории, такие как временное отделение некоторых областей или даже полный распад страны, был определён Таврскими горами на юге, верховьями реки Евфрат на западе, Кавказскими горами на севере, Мидией Атропатеной на востоке. В некоторых частях этой территории армяне составляли большинство населения, в других — только её высший класс, однако везде они были объединяющим элементом, которые поддерживали культуру и язык всего региона. Регион охватывает значительную часть современной восточной Турции, а также северо-западные части Ирана, часть южных регионов современной Грузии, часть южных и западных регионов современного Азербайджана и всю территорию Республики Армения. Историческая Армения ограничивалась рядом естественных границ. Как отмечает «Энциклопедия ислама» и другие авторитетные источники, по реке Кура она отделяется от каспийской и грузинской низменностей на востоке и северо-востоке, по горным хребтам Тавра и Загроса отделяется от Курдистана и Ирана, а река Евфрат определяет западные пределы исторической Армении.
В период правления Дария и Ксеркса территория Армении (Армина) была значительно меньше, чем позже, во времена властвования Арташесидов и Аршакуни.
Большую часть региона составляет Армянское нагорье. Армения является колыбелью великих рек: Куры, Аракса, Тигра и Евфрата. Крупные озёра: Урмия, Ван и Севан. Крупные горы: Большой Арарат (5137 м), Арагац (4094 м), Сипан (4058 м), Малый Арарат (3927 м), Капутджух (3905 м), Мрав (Муровдаг) (3724 м).
Большая часть территории Малой Армении находится к западу от Евфрата, в составе Византии в VII—XI веках здесь находилась фема Армениакон.
Исторически регион делился на следующие провинции (позже — историко-географические области того же названия), которые назывались по-армянски «ашхар» (буквально — «мир»):

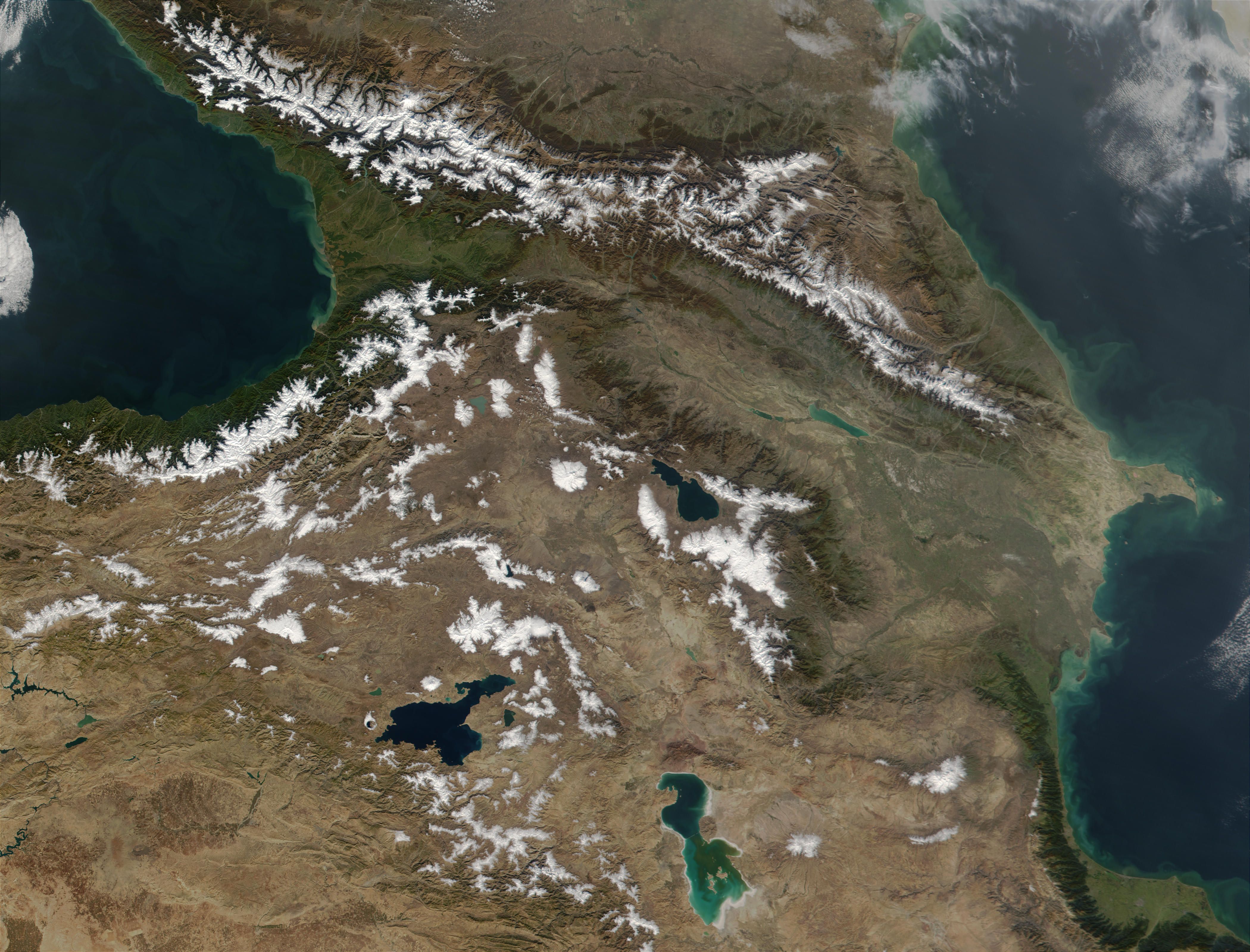
Армянское нагорье. Снимок со спутника

1. Высокая Армения
2. Цопк
3. Алдзник
4. Туруберан
5. Мокк
6. Корчайк
7. Нор-Ширакан
8. Васпуракан
9. Сюник
10. Арцах
11. Утик
12. Пайтакаран
13. Тайк
14. Гугарк
15. Айрарат
16. Амшен
17. Первая Армения
18. Вторая Армения
19. Третья Армения

## Краткая история

### Древность

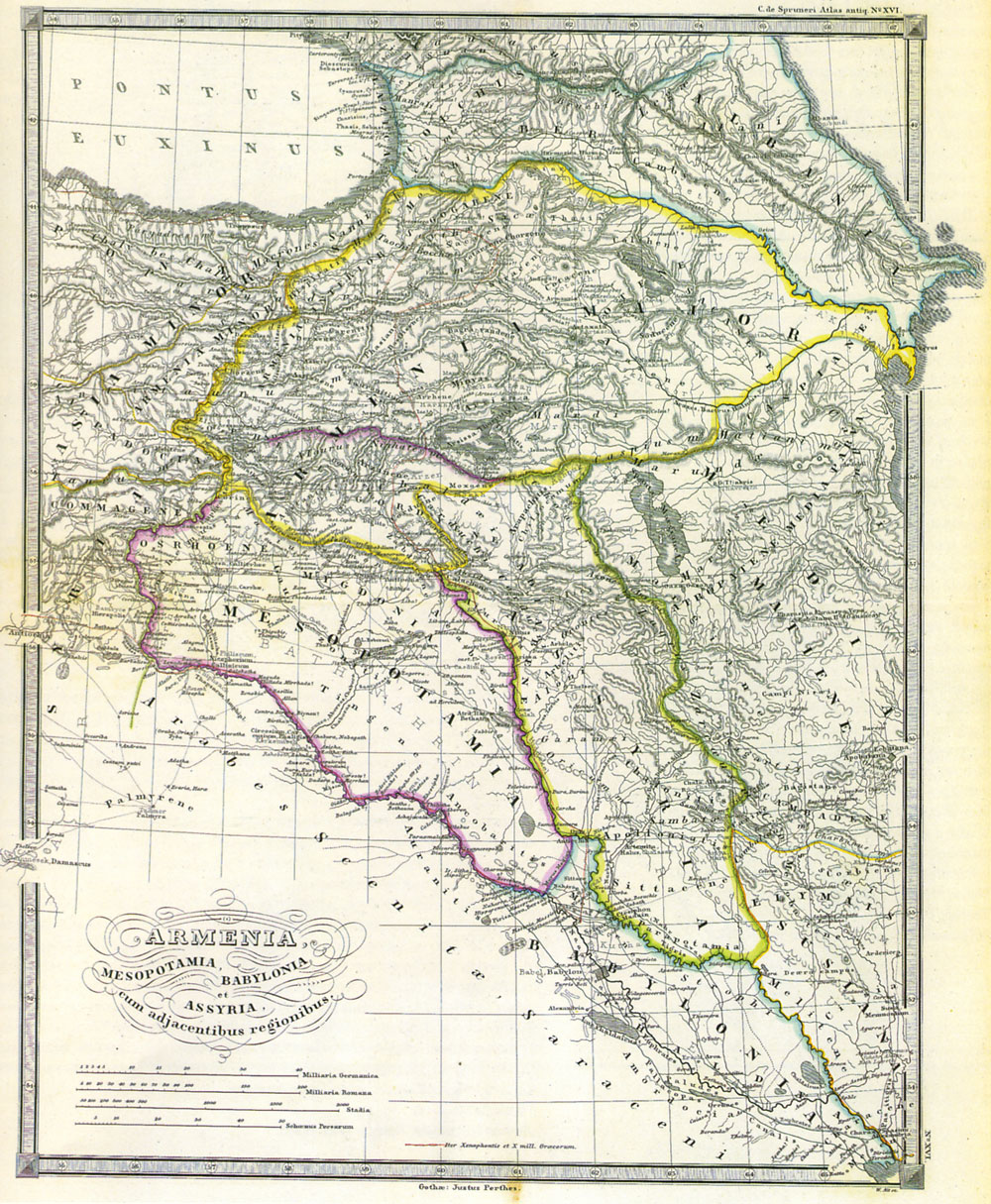
Армения, Месопотамия, Вавилон и Ассирия с прилегающими регионами. Карл фон Шпрунер, опубликована в 1865 году.

В первой половине I тысячелетия до нашей эры на территории региона существовало государство Урарту, затем оно являлось частью сатрапии Армения Ахеменидской империи. В это время здесь происходило формирование армянского народа. Согласно энциклопедиям «Британника» и «Ираника», гранича с Мидией, Каппадокией и Ассирией, по данным Геродота, Ксенофонта и последующих античных авторов, древние армяне расселялись в регионе восточно-анатолийских гор, земель вдоль реки Аракс, окрестностей горы Арарат, озера Ван и Урмия, верхних течений рек Ефрат и Тигр. На севере к VII веку до н. э. они распространились до реки Кура. Ксенофонт в своём труде «Анабасис» называет Армению большой и богатой страной. В письменных источниках термин «армянин» впервые упоминается в VI веке до н. э. в древнеперсидских и древнегреческих источниках, причём если в греческих источниках термин применяется только к армянскому народу, то в персидских источниках либо к древним армянам в западной части Армянского нагорья, либо ко всему населению нагорья. Тогда, в период завоевания Ахеменидскими царями, Армянское нагорье имело смешанное население, вероятно, с преобладанием урартов и армян, чьи названия были использованы в Бехистунской надписи 522 года до н. э., как взаимозаменяемые для обозначения страны. Таким образом, понятие «Армения» уже тогда путалось с исчезнувшим к тому времени государством Урарту. Процесс формирования армянского народа, при участие трёх компонентов — хурритов, лувийцев и протоармян, начался в XII в. до. н. э. и завершился к VI в. до н. э.. Согласно Геродоту, персидская администрация различала 13-ю сатрапию, включавшую армян, и 18-ю, которую населяли алародии (урарты) и армяне. К V веку до н. э. упоминания об алародиях прекращаются. В V веке до н. э. большая часть территории бывшего Урарту уже являлось этнический армянской. Трудно определить точное время окончательной языковой ассимиляции всех хурритов и урартов. Вероятно, окончательное слияние урартов с армянским народом завершилось к IV—II векам до н. э. Таким образом, и урарты вошли в состав армянского народа. Армянский народ физический и культурный преемник всего древнего населения нагорья, в первую очередь хурритов, урартов и лувийцев.

 
После падения державы Ахеменидов под ударами Александра Македонского, в 331—200 годах до н. э. здесь существовало армянское Айраратское царство со столицей в Армавире (недалеко от современного Еревана), которое в 316 году до н. э. приобрело независимость. К около 200 году до н. э. царём Ервандом IV была основана новая столица Армении город Ервандашат. Таким образом, с III—II веков до н. э. центр политической и культурной жизни армянского народа переместился в пределы Араратской равнины. После кратковременного завоевания Селевкидами Армения вновь обрела независимость, когда в 189 году до н. э. Арташес I основал государство Великая Армения. В 176 году до н. э. Арташес основал новую столицу Армении — город Арташат. В 80—70 годах до н. э. при Тигране II Великом Великая Армения превратилась в крупнейшую армянскую империю, простиравшуюся от Каспийского моря до Палестины и Египта. После переменных успехов в войнах с Римом в Битве при Артаксате и в Битве при Тигранакерте в 65 году до н. э. Армения была захвачена и объявлена «другом и союзником римского народа». Через несколько десятилетий в 1 году н. э. римляне временно уничтожили независимоe армянское государство, завершив около двухвековую историю династии Арташесидов.
В течение 1—63 годов н. э. в Армении правили римские и парфянские ставленники. В 58—63 годах происходила Римско-парфянская война за контроль над Арменией. После поражения Рима был заключен Рандейский мирный договор, согласно которому брат парфянского царя Вологеза I Трдат I был признан независимым царём Армении, восстанавливались также границы Армянского государства. В стране была установлена новая династия Аршакидов. До начала III века против Армении было лишь три серьёзных римских выступления, но ни один из них не привел к уничтожению Армянского государства. Этот период считается сравнительно благоприятным для жизни армянского народа. Во II—IV веках столицей Армении являлся город Вагаршапат, на Араратской долине, основанный царём Вагаршем I. Через Армению проходили международные торговые пути, связывающие Рим с Ираном, Индией и Китаем.
Крупнейшим историческим событием становится принятие Великой Арменией христианства в качестве государственной религии при царе Трдате III в первые годы IV века. В начале IV века Хосров III Котак построил новую столицу Армении Двин к северу от Арташата.

### Средние века
В IV—XV веках Армения подвергалась нашествиям персов, римлян, арабов, византийцев, сельджуков, монголо-татар, Тимура. В эпоху арабской гегемонии, как отмечает «Энциклопедия ислама», коренное армянское население составляло основную часть населения Армении. В 885 году Армянское государство было восстановлено под управлением династии Багратидов. В 1045 году, после захвата византийцами столицы Армении Ани и пленения армянского царя, государство распадается на небольшие царства и княжества (в Карсе, Сюнике, Лори и Хачене). С конца XII века на освобождённых армяно-грузинскими войсками от сельджуков северо-восточных регионах Армении правят представители династии Закарянов, объединившие под своей властью все армянские княжества Восточной Армении. В XIV веке из Северной Месопотамии и ущелий гор Загра интенсивно проникают курдские кочевники, которые занимались захватом высокогорных пастбищ Южной Армении. В XIV—XVI веках Армения находится под властью туркоманских государств Кара-Коюнлу и Ак-Коюнлу.

### Новое и новейшее время
В XVI—XVIII веках территория Армении была разделена между Османской и Персидской империями. В начале XIX века большая часть Восточной (Персидской) Армении вошла в состав Российской империи. В конце XIX и начале XX веков (в частности в период Первой мировой войны) по всей Османской империи и в частности Западной Армении происходил геноцид армян (массовое истребление армянского населения). В период 1915—1917 гг. практически вся территория Западной Армении была отвоёвана русскими войсками (см. Кавказский фронт Первой мировой войны). В 1918 году на части исторической Восточной Армении образована Первая Республика Армения, территория которой была разделена между Турцией и Советским Союзом по Московскому договору 1921 года. После этого до 1991 года Армения была союзной республикой в составе СССР. С 1991 года — независимое государство со столицей в Ереване.